# Cantonais écrit
Pour les articles homonymes, voir Cantonais (homonymie).
Le cantonais écrit (chinois simplifié : 粤语白话文 ; chinois traditionnel : 粵語白話文 ; pinyin : yuèyǔ báihuà wén ; litt. « Écriture vernaculaire cantonaise ») est la langue écrite utilisée pour écrire le cantonais ou le cantonais standard en utilisant des caractères chinois.
Le cantonais est généralement envisagé comme une langue parlée et non une langue écrite. Le chinois vernaculaire parlé est différent du chinois écrit standard (baihua), qui consiste essentiellement en une mise à l’écrit du mandarin standard. Parler mot à mot en cantonais cette langue chinoise standard écrite « sonne » très formel et distant. Il est apparu dès lors avec le temps la nécessité d’une langue écrite spécifiquement cantonaise. Il en résulta notamment l’introduction de nouveaux caractères spécifiquement cantonais en supplément de ceux existant. Nombre d’entre eux représentent des nuances phonologiques qui ne sont pas présentes en mandarin. Une bonne source pour le vocabulaire cantonais écrit sont les scripts de l’Opéra cantonais.
Avec l’avènement de l’informatique et de la standardisation des jeux de caractères spécifiquement cantonais, de nombreux écrits sont désormais publiés dans les régions de langue cantonaise pour s’accorder au parlé du public. Le résultat en est que les principaux média sont aussi devenus moins formels et moins conservateurs dans leur communication. En général, certains locuteurs cantonais anciens regardent cette évolution comme un recul et un écart à la tradition, avec une langue écrite qui s’écarte davantage de la langue littéraire et de ses standard formels. Cette différence entre les « anciens » et les « nouveaux » témoigne d’une transition en cours dans la population parlant le cantonais.

## Histoire
Avant le XXe siècle, le standard écrit de la langue chinoise furent le chinois classique puis le chinois littéraire, dont la grammaire et le vocabulaire liés à la langue orale commune, le chinois archaïque puis le chinois médiéval. Cependant, alors que le chinois écrit demeura relativement constant pendant deux millénaires, la langue orale tendait à diverger de diverses manières. Il demeura quelques particularités locales pour la langue écrite basé sur le parlé local, mais celles-ci restèrent rares. Au début du XXe siècle, des réformateurs de la langue chinoise tels Hu Shi tentèrent de promouvoir une langue écrite plus proche de la langue orale dont elle avait grandement divergé. Le mouvement pour un écrit vernaculaire se fit jour, et le standard de la langue écrite fut désormais le chinois vernaculaire. À cette occasion fut aussi promu un standard pour la langue parlée, quant à son vocabulaire et à sa grammaire, basé sur le dialecte pékinois du mandarin, malgré la désormais importante variation de la langue parlée à travers la Chine (on considère généralement que la variation au sein des langues chinoises parlées est équivalente à celle des langues romanes).
La standardisation et l’adoption du chinois vernaculaire comme standard du chinois écrit a permis d’envisager le développement et la standardisation d’autres mises à l’écrit d’autres langues vernaculaires. Cependant, le cantonais semble être la seule langue chinoise qui ait développé de façon significative une langue vernaculaire écrite. À cause de l’isolation de Hong Kong longtemps britannique, où le cantonais est parlé, par rapport au reste de la Chine continentale, cette région qui ne parlait pas le mandarin et où ne fut dès lors pas donné comme norme le mandarin standard, la mise en place d’un cantonais standard est apparu comme la solution naturelle de communication entre les locuteurs cantonais à Hong Kong. Mais même ici, cette écriture spécifiquement cantonaise est considérée par certains comme ne devant être utilisée que pour les registres de langue informel. Les locuteurs cantonais utilisent dès lors régulièrement le chinois vernaculaire écrit, certains caractères et certaines structures grammaticales étant spécifiques au cantonais et ne peuvent dès lors être compris par des non-locuteurs cantonais.
Historiquement, le cantonais écrit a depuis longtemps été utilisé à Hong Kong pour les écrits légaux, pour notamment transcrire directement les dépositions de témoins plutôt que de les accommoder dans le style du chinois vernaculaire écrit. Cependant, la popularité du cantonais écrit a crû depuis la fin du XXe siècle, Wong Jim ayant notamment œuvré pour son utilisation effective. Le cantonais écrit a commencé à devenir populaire dans certains tabloïds, forums sur Internet et messageries instantanées. Certains tabloïds tels que l’Apple Daily utilisent le cantonais écrit. Certains éditoriaux sont rédigés en cantonais. Et les caractères cantonais se retrouvent de plus souvent en affichage public. L’utilisation du cantonais écrit reste encore rare en dehors de Hong Kong, même dans la province proche du Guangdong, où l’utilisation de l’écrit cantonais est découragée. À Shenzhen, la ville voisine de Hong Kong, l’arrivée d’un grand nombre de personnes issues de toute la Chine a promu le mandarin standard comme langue de la ville ; et la pratique de cette langue à l’oral ne s’envisage pas sans la pratique écrite du chinois écrit standard. Malgré la popularité du cantonais écrit à Hong Kong, certains le dédaignent, soulignant le fait que cette pratique serait de nature à affecter la compétence à écrire en chinois écrit vernaculaire qui reste le standard le plus présent en Chine continentale.

## Caractères cantonais
Le cantonais écrit contient de nombreux caractères, qui ne sont pas présents en chinois écrit vernaculaire, utilisés pour transcrire des mots qui n’existent pas dans le lexique standard. Malgré les tentatives du gouvernement de Hong Kong dans les années 1990 pour standardiser ce jeu de caractères, culminant avec la publication du jeu de caractères supplémentaire de Hong Kong pour une utilisation dans les communications électroniques, il existe toujours des polémiques quant à savoir quels caractères sont « corrects » en cantonais écrit.

### Synonymes
Certains caractères utilisés en cantonais écrit sont de simples synonymes d’autres utilisé en chinois écrit standard. Le plus commun d’entre eux est le caractère du verbe « être » (是), ainsi que le caractère pour signifier « ne pas » (不), qui sont simplement remplacés respectivement par 係 et 唔. Un autre exemple est le pronom de la troisième personne grammaticale (他/她 « il / elle »), qui est remplacé par 佢. Le marqueur du pluriel pour les pronoms (們) est par ailleurs remplacé en 哋. La particule possessive (的) est aussi remplacée par 嘅. Par exemple :
Est-ce le leur ?
係唔係佢哋嘅？ (Cantonais)
Haih m haih kéuihdeih ge ? (romanisation Yale du cantonais standard)
是不是他們的？ (chinois écrit standard)
Shì bú shì tāmen de ? (hanyu pinyin du mandarin standard)
littéralement: « être pas être eux POSSESSIF ? »
signification effective : « Est-ce le leur ? »

### Cognats
Il existe certains mots qui partagent une racine commune avec des mots du mandarin standard. Cependant, parce qu’ils ont dérivé en leur prononciation, ton et/ou signification, ils sont souvent utilisés avec un autre caractère. Un exemple est le doublet 來 loi4 (chinois écrit standard) et 嚟 lai4 (cantonais), signifiant « venir ». Les deux partagent la même signification et le même usage, mais parce que leur prononciation s’est écartée de la prononciation littéraire originelle, ils sont désormais présentés en utilisant deux caractères différents, respectivement 嚟 et 來. Certaines personnes soutiennent que représenter une prononciation différente par des caractères différents (et parfois très complexes) est superflu et inutile, et encouragent dès lors l’utilisation d’un caractère unique pour ces deux formes s’ils sont cognats (voir Caractères dérivés ci-dessous).

### Mots d’origine cantonaise
Certains mots sont spécifiques au cantonais et n’ont pas d’équivalent en chinois standard (des équivalents peuvent exister en d’autres langues chinoises). Il arrive aussi que des mots originaux en cantonais existaient anciennement en chinois standard, mais y sont depuis devenus obsolètes. Les mots sont restés en cantonais, mais pas nécessairement les caractères (l’écrit est dès lors rendu par un autre mot moderne) et peut également être trouvé dans d’autres langues chinoises.
Ces caractères se retrouvent généralement dans les états anciens de la langue chinoise écrite (essentiellement chinois classique et littéraire) dont en les dictionnaires de rimes tels le Guangyun. Certains chercheurs ont fait des « efforts archéologiques » pour retrouver les « caractères originaux ». Souvent cependant, ces efforts n’ont que peu d’utilisation moderne, ces caractères ne figurant pas dans les jeux de caractères des systèmes informatiques.
D’un autre côté, certains caractères ont seulement évolué en cantonais, et n’ont pas disparu du chinois standard. Par exemple, l’on estime généralement que le mot courant leng3 (signifiant joli), écrit avec le caractère 靚 en cantonais (ce caractère a une autre signification en chinois standard), devrait plutôt être écrit 令.

### Mots-valise
Il y a des caractères qui ont été créés pour représenter des mots-valise importés depuis l’anglais.
Par exemple :
- ascenseur - 車立 (caractère simple "𨋢" ; de l’anglais « lift ») /lip1/, composé du radical 車 (« voiture », cf. avec usage de « voiture » signifiant le compartiment passager de l’ascenseur) et le composant phonétique 立 /laːp˨/.

### Particules
Le cantonais parlé utilise des particules. Certaines sont ajoutées à la fin de la phrase, d’autres sont mises en suffixe de verbe pour indiquer l’aspect. Ces particules sont nombreuses, dont voici quelques-unes :
- 咩 - « me » placé à la fin d’une phrase pour indiquer que l’on n’est pas certain
- 呢 - « ne » placé à la fin d’une phrase pour indiquer une question
- 未 - « mei » placé à la fin d’une phrase pour indiquer qu’une action a été déjà faite
- 吓 - (qui devrait être plus correctement 下) « hah5 », placé après un verbe pour indiquer un peu, par exemple « manger un peu » ; « hah2 » utilisé séparément, pour indiquer la non certitude ou la non croyance
- 緊 - « gan » placé après un verbe pour indiquer une progression, par exemple « Je suis en train de manger »
- 咗 - « jo » placé après un verbe pour indiquer une action terminée, par exemple « J’ai fini de manger »
- 埋 - « maai » placé après un verbe pour indiquer le futur, par exemple « Je vais finir de manger »
- 嘩 - « wah » waouh !

Pour plus de détails, voir Grammaire du cantonais (en).

## Mots cantonais
En chinois, une distinction est faite entre le caractère correspondant à une syllabe, qui peut représenter un mot, un morphème ou une particule grammaticale, et des mots multisyllabiques. Un mot peut être fait de deux ou plusieurs caractères, et la signification de ce mot n'est souvent pas la simple addition des significations de ces caractères. Dès lors, certains mots cantonais utilisent des caractères existants pour former des mots qui n’existent pas en chinois standard ou ont des significations différentes.

### Mots-valise
Certains mots-valise cantonais ne sont pas nécessairement écrits avec de nouveaux caractères, et utilisent simplement la prononciation de la langue dont ils sont originaires. Parce que de nombreux mots-valise proviennent de Hong Kong ou de la diaspora chinoise, ils utilisent généralement d’autres caractères et une autre prononciation que leur équivalent mandarin (s’ils existent).
Exemples:
| Mot français | Cantonais               | Mandarin                                                                              |
| ------------ | ----------------------- | ------------------------------------------------------------------------------------- |
| bus          | 巴士 (baa1 si2)         | 公共汽車 (gōnggòng qìchē)                                                             |
| taxi         | 的士 (dik1 si2)         | 計程車 / 出租車 (chūzūchē, mais 的士 (díshì) est de plus en plus reconnu en mandarin) |
| bye bye      | 拜拜 (baai1 baai3)      | 再見/再见 (zàijiàn)                                                                   |
| chocolat     | 朱古力 (jyu1 gu1 lik1)  | 巧克力 (qiǎokèlì)                                                                     |
| sandwich     | 三文治 (saam1 man4 zi6) | 三明治 (sānmíngzhì)                                                                   |

Voir  pour une liste de mots-valise en cantonais.

## Formation des caractères cantonais
Les caractères cantonais, comme pour les autres caractères chinois, peuvent être formés de différentes manières :

### Emprunts
Certains caractères existent déjà en chinois standard, mais sont utilisés en cantonais avec de nouvelles significations. Il s’agit surtout de réutilisation de caractères archaïques ou peu utilisés. Par exemple le caractère 子, signifiant « enfant ». Le caractère cantonais pour enfant est généralement 仔 (jai), signifiant à l’origine « jeune animal ».

### Ajout de signes phonétiques
De nombreux caractères utilisés en cantonais écrit sont créés en ajoutant le radical « bouche » (㗎, 口) à gauche d’un caractère existant, présents pour la plupart en chinois standard. Cela indique que le nouveau caractère a une prononciation proche de celle du caractère standard, mis utilisée phonétiquement dans le contexte cantonais. Les caractères couramment utilisés en écriture cantonaise comprennent notamment :
- 㗎 (mot grammatical)

- 叻 lek7 (adj. joli, propre ; à la base pour Singapour)
- 呃 aak7 (v. mentir, intoxiquer), chinois standard : 騙
- 噉 gam2 (mot grammatical comme ceci), chinois standard : 這樣 par exemple 噉就死喇
- 咁 gam3 (mot grammatical comme ceci), chinois standard : 這麽 e.g. 咁大件
- 咗 zo2 (mot grammatical de passé composé), chinois standard : 了
- 咩 me1 (mot grammatical)
- 哂 sai3 (mot grammatical finir par exemple 搬哂 tout déplacer, finir de déplacer), chinois standard : 掉, 完
- 哋 dei6 (mot grammatical ; pour indiquer le pluriel d’un pronom), chinois standard 們
- 呢 ni1 (adv. ceci), chinois standard : 這
- 唔 m4 (adv. non, ne pas ; originellement un mot grammatical), chinois standard : 不
- 啱 aam1 (adv. oui, juste, proche), chinois standard : 剛
- 啲 di1(génitif, similaire au « ’s » anglais, mais au pluriel, par exemple 呢個 celui-ci → 呢啲 ceux-ci, 快點=快啲=hâte), chinois standard : 的, 些, 點
- 喐 yuk7 (v. bouger), chinois standard : 動
- 度 dou6 (adv. là, ici), chinois standard : 裏
- 喺 hai2 (prép. à, dans, pendant (temps), en (lieu)), chinois standard : 在
- 嗰 go2 (adv. cela), chinois standard : 那
- 嘅 ge3 (génitif, similaire à « ’s » anglais ; parfois mot grammatical), chinois standard : 的
- 嘜 maak1 (n. marque, marque commerciale ; translittération de « mark »)
- 嘞 (mot grammatical)
- 喇 (mot grammatical)
- 嘢 ye5 (n. chose), chinois standard : 東西, 事
- 嘥 saai1 (v. gaspiller)
- 嚟 lai4 (v. venir, parfois mot grammatical), chinois standard : 來
- 嚿 (mot grammatical)
- 囖 etc.

Le radical « bouche » dans ces caractères peut être avec le temps remplacé par un signifiant, qui donne une indication sur la signification du caractère.
Le nouveau caractère est dès lors un caractère « composé phonético-sémantique ». Par exemple, 冧 (lam1, « bourgeon »), écrit avec le signifiant 冖 (« couverture »), est en fait écrit dans les vieux dictionnaires 啉, avec le radical « bouche ».
Le développement de nouveaux caractères cantonais est intéressant linguistiquement, car ils n’ont jamais fait l’objet d’une normalisation gouvernementale, contrairement à la situation du chinois écrit standard qui a toujours fait l’objet depuis deux mille ans de régulation par les autorités. Dès lors, on peut obtenir une meilleure compréhension des processus de formation et d’évolution des caractères chinois à travers les âges.

### Caractères dérivés
D’autres caractères sont uniques ou dont l’usage est différent de celui du mandarin. par exemple : 乜, 冇, 仔, 佢, 佬, 係, 俾, 靚, etc.
Les mots représentés par ces caractères sont parfois des cognats de mots qui préexistaient en chinois. Cependant, la prononciation cantonaise a divergé de la prononciation formelle actuelle du cantonais. Par exemple, en chinois écrit standard, 無 (mou4) est le caractère utilisé pour « sans ». À l’oral cantonais, 冇 (mou5) a le même usage, signification et prononciation avec 無, différant seulement par un ton. 冇 représente la version cantonaise orale de « sans », alors que 無 représente le mot utilisé en mandarin. (pinyin : wú) et en écriture chinoise formelle. Cependant, 無 est toujours utilisé en certaines circonstances en cantonais oral, comme dans 無論如何 « peu importe ce qu’il arrive »). Un autre exemple est le doublet 來/嚟, qui signifie « venir ». 來(loi4) est utilisé en écriture formelle ; 嚟 (lai4) est la version du cantonais parlé.
Voir aussi: Derivative cognates (en)

### Usage informel
Comme tous les mots cantonais ne peuvent être formés avec les jeux de caractères, ou que les utilisateurs ne savent pas nécessairement comment les saisir sur ordinateur, le cantonais a tendance à utiliser de très simples romanisations (par exemple D à la place de 啲), des symboles (ajout de la lettre anglaise « o » devant un caractère chinois ; par exemple 㗎 est défini dans les versions récentes d’Unicode, mais ne sera pas affichée dans les navigateurs les plus anciens dû au défaut de polices de caractère adéquates ou des capacités de navigateurs d’utiliser des polices de caractères correctes, et par conséquent o架 est souvent utilisé), des homophones (par exemple utilisation de 果 au lieu de 嗰), et des caractères chinois avec une signification différente en mandarin (par exemple 乜, 係, 俾, etc.) pour composer un message.
Par exemple, « 你喺嗰喥好喇, 千祈咪搞佢啲嘢。 » est généralement écrit en la forme plus simple « 你o係果度好喇, 千祈咪搞佢D野。 » (caractère-par-caractère, approximativement « toi, être, là (2 caractères), bon, (particule finale), mille, prier, ne pas, embêter avec, lui, (particule génitive), chose », traduction : « Tu ferais mieux de rester ici, et s’il te plaît ne vient pas m’embêter avec son problème. »)